# Ross Kemp
Ross James Belshaw Kemp (Barking, 21 luglio 1964) è un attore, giornalista e scrittore britannico.
È diventato noto dopo avere interpretato il ruolo di Grant Mitchell nella soap opera della BBC EastEnders. Dal 2006, dopo la serie documentaristica Ross Kemp on Gangs, ha ottenuto notorietà internazionale come giornalista investigativo.

## Biografia
Figlio di una parrucchiera e di un ispettore capo della polizia, Kemp è nato a Londra, nel quartiere di Barking, il 21 luglio 1964. Ha un fratello, Darren, che lavora come produttore per la BBC. Terminate le scuole superiori ha frequentato la Webber Douglas Academy.
Nel 1999 Kemp è stato eletto rettore dell'Università di Glasgow, incarico da cui si è dimesso nel 2001 in seguito a una mozione del consiglio studentesco.
L'11 giugno 2002 ha sposato Rebekah Wade, allora editrice del quotidiano The Sun. Nel novembre 2005 Wade è stata arrestata in seguito a una lite casalinga col marito. Kemp ha rifiutato le cure mediche per un taglio alla bocca e ha deciso di non intraprendere azioni legali. Dopo che Kemp ha confermato un proprio adulterio, nel marzo 2009 i due hanno divorziato, vivendo separatamente già dal 2006. Nell'ottobre 2010 Kemp è diventato padre avendo un figlio dalla ex compagna Nicola Coleman. Nel 2012 sposa Renee O'Brien insieme alla quale, il 9 aprile 2015, dà alla luce il suo secondo figlio.
Kemp è sostenitore del Partito Laburista. Nell'agosto 2014 è stato uno degli oltre 200 personaggi pubblici firmatari di una lettera indirizzata al giornale The Guardian contro l'indipendenza della Scozia in vista del referendum tenutosi il mese successivo.

### Carriera

#### Attore
Il debutto televisivo di Kemp è avvenuto nel 1986 interpretando il ruolo di Graham Lodsworth nella soap opera Valle di luna. Ha raggiunto la notorietà dopo avere interpretato il ruolo del duro Grant Mitchell in EastEnders dal 1990 fino al 1999, anno in cui il suo personaggio si è trasferito in Brasile. Dopo avere abbandonato la soap opera, in seguito è stato convinto a ritornare prendendo parte ad alcune apparizioni tra il 2005 e il 2006.
Terminata nel 1999 la sua partecipazione nella soap EastEnders, ha successivamente lavorato come interprete principale in una serie di produzioni televisive per la rete ITV. Nel 1999, durante le riprese di Hero of the Hour, Kemp è rimasto lievemente ferito al petto e al mento dopo una scena con una sparatoria a salve. In Ultimate Force ha interpretato il ruolo del sergente della Special Air Service Henry Garvie dal 2000 fino al 2006. Nel 2004 ha recitato nel film TV Spartaco - Il gladiatore. L'anno seguente è apparso in un episodio di Extras. Nel 2016 ha fatto un breve ritorno nel cast di EastEnders in occasione della morte di Peggy Mitchell, madre di Grant.

#### Giornalista
Ross Kemp on Gangs è la serie televisiva documentaristica, andata in onda per la prima volta nel 2004, in cui Ross Kemp intervista i membri di varie gang nel mondo. Composta da quattro serie per un totale di 19 episodi, il 20 maggio 2007 ha ricevuto il premio BAFTA.
Ross Kemp on Gangs è stato il precursore di una serie di documentari trasmessi da Sky, gli ha fatto seguito Ross Kemp in Afghanistan in cui dal marzo all'agosto 2007 Kemp segue il Primo Battaglione del Royal Anglian Regiment del British Army impegnato nella provincia di Helmand durante la guerra in Afghanistan. Nelle serie successive Kemp indaga sui pirati (Ross Kemp: In Search of Pirates, 2009), sulla situazione a Gaza e in Israele (Ross Kemp: Middle East, 2010), sulle condizioni dell'Amazzonia a ridosso del Brasile e dell'Ecuador (Ross Kemp: Battle For The Amazon, 2010), sulla violenza e l'illegalità che dilagano nel mondo (Ross Kemp: Extreme World, 2011) e infine è tornato nella zona di guerra dell'Afghanistan (Ross Kemp: Back On The Frontline, 2011). Kemp ha inoltre collaborato a diversi altri documentari realizzati per Sky.

#### Scrittore
Ross Kemp ha anche pubblicato delle opere letterarie, inizialmente dando alle stampe il materiale derivato dai suoi documentari. Nel 2011 ha pubblicato il suo primo thriller d'azione, Devil to Pay, cui l'anno seguente ha fatto seguito Moving Target.

## Televisione
- Valle di luna (Emmerdale Farm) - Serie TV (1986-1987)
- Playing Away - Film TV (1987)
- London's Burning- Serie TV (1988-1989)
- Birds of a Feather- Serie TV (1989)
- The Chief- Serie TV (1990)
- The Manageress- Serie TV (1990)
- EastEnders'- Serie TV (1990-1999, 2005-2006, 2016)
- Doctor Who: Dimensions in Time - Cortometraggio (1993)
- City Central - Serie TV (1998)
- Hero of the Hour - Film TV (2000)
- In Defence - Serie TV (2000)
- Without Motive - Serie TV (2000)
- A Christmas Carol - Serie TV (2000)
- The Paper Round - Cortometraggio (2002)
- Ultimate Force - Serie TV (2002-2006)
- Colosseum: Rome's Arena of Death - Film TV (2003)
- The Crooked Man - Film TV (2003)
- Spartaco - Il gladiatore (Spartacus) - Film TV (2004)
- Ross Kemp on Gangs - Documentario (2004-2009)
- A Line in the Sand - Film TV (2004)
- Extras - Serie TV (2005)
- Robbie the Reindeer in Close Encounters of the Herd Kind - Cortometraggio (2007)
- Ross Kemp in Afghanistan - Documentario (2008-2012)
- Ross Kemp in Search of Pirates - Documentario (2009)
- 10 Minute Tales - Serie TV (2009)
- Ross Kemp: Battle for the Amazon - Documentario (2010)
- Ross Kemp: Extreme World - Documentario (2011)
- Ross Kemp's Britain - Documentario (2016)